# Tingotingo
Genre
Tingotingo est un genre d'araignées aranéomorphes de la famille des Malkaridae.

## Distribution
Les espèces de ce genre sont endémiques de Nouvelle-Zélande.

## Liste des espèces
Selon World Spider Catalog (version 21.0, 15/05/2020) :
- Tingotingo aho Hormiga & Scharff, 2020
- Tingotingo porotiti Hormiga & Scharff, 2020
- Tingotingo pouaru Hormiga & Scharff, 2020
- Tingotingo tokorera Hormiga & Scharff, 2020

## Publication originale
- Hormiga & Scharff, 2020 : The malkarid spiders of New Zealand (Araneae: Malkaridae). Invertebrate Systematics, vol. 34, no 4, p. 345-405.